# Rodhocetus
Genre
Espèces de rang inférieur
- Rhodocetus balochistanensis
- Rhodocetus kasrani

Rodhocetus est un genre de mammifères fossiles qui se situerait dans la chaîne de l'évolution entre les mammifères terrestres et les mammifères marins. Il vivait à l'époque de l'Éocène, il y a environ 47 millions d'années.

## Description
Il devait mesurer entre 1,5 et 5 mètres de long. Il s'accouplait et mettait bas sur la terre ferme. Ces animaux ressemblaient à des morses ou des lions de mer. Leurs membres postérieurs étant réduits, ils avaient la possibilité de se propulser dans l'eau.
La description de cette espèce a été faite à partir de fossiles trouvés au Balouchistan (Pakistan).

## Divers
Ultérieurement, leurs descendants eurent leurs narines en position plus haute sur la tête, en adoptant un mode de vie encore plus marin, s'éloignèrent (progressivement) des côtes et devinrent de plus en plus hydrodynamiques.